# ピーテル・ヤンセンス・エーリンハ
ピーテル・ヤンセンス・エーリンハ（Pieter Janssens Elinga、1623年8月18日 - 1682年ころ）は、オランダの画家である。

## 略歴
現在のベルギー北西部のブルッヘで生まれた。エーリンハという通称の画家ヒスブレヒト・ヤンセンス（Gisbrecht Janssens）の息子で、父親から絵を学んだと考えられる。父親が1637年に亡くなった後、ネーデルランド北部に移り、1653年にはロッテルダムに住んだ。最初の妻をロッテルダムで亡くした後、再婚しアムステルダムに移り、画家、音楽家として働いたと言われている。
はじめ、アムステルダムの静物画家、ウィレム・カルフ（1619-1693）の影響を受けて果物などの静物画を描いていたが、その後ピーテル・デ・ホーホ（1629-1684）のスタイルの風俗画を描いた。ヤンセンス・エーリンハの作品はしばしばデ・ホーホに帰属されてきた。ヤンセンス・エーリンハがデ・ホーホのもとで働いたという証拠はない。
ヤンセンス・エーリンハは「perspectiefdoos（視点の箱）」というジャンルの作品を描き、室内のいくつかの方向の視点でみた情景を組み合わせて構成した作品がある。同様な趣向の作品はサミュエル・ファン・ホーホストラーテン（1627-1678）も描いている。
1682年6月10日の文書に妻が未亡人になっていることが記されていてそれ以前にアムステルダムで亡くなったことになる。

## 作品

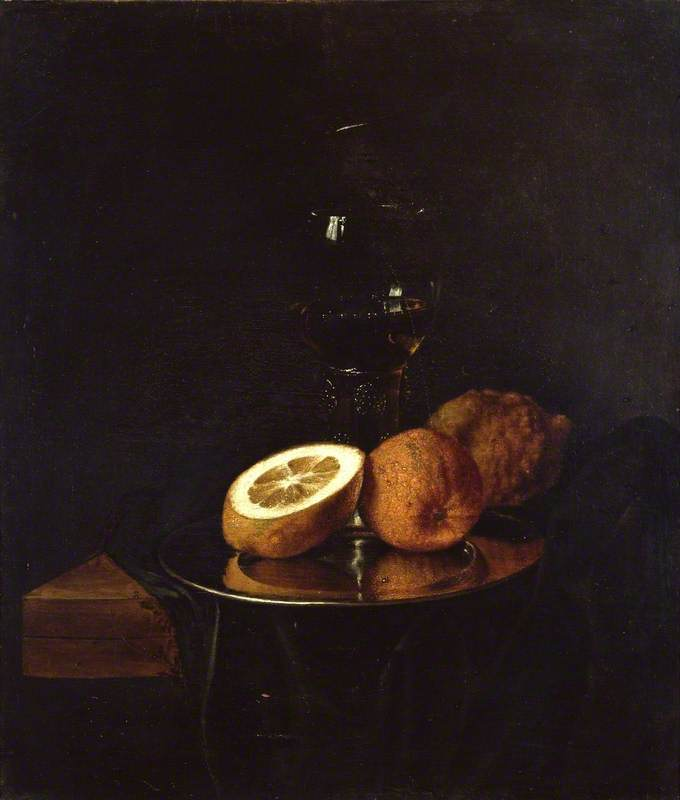
シトラスのある静物 (c.1660) アシュモレアン博物館
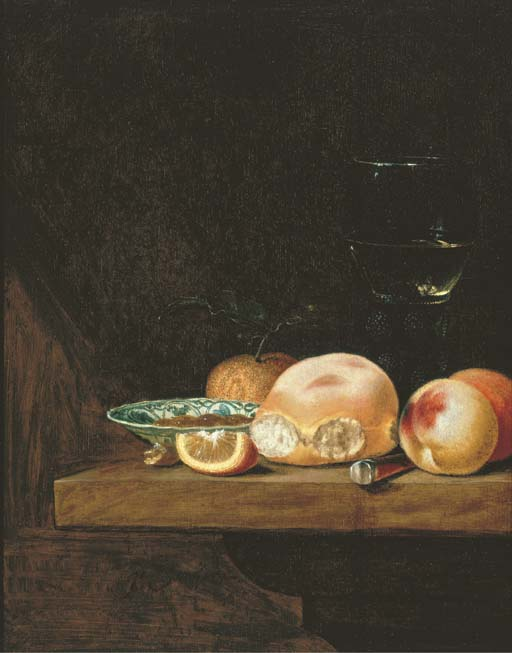
パンや果物、陶器のある静物
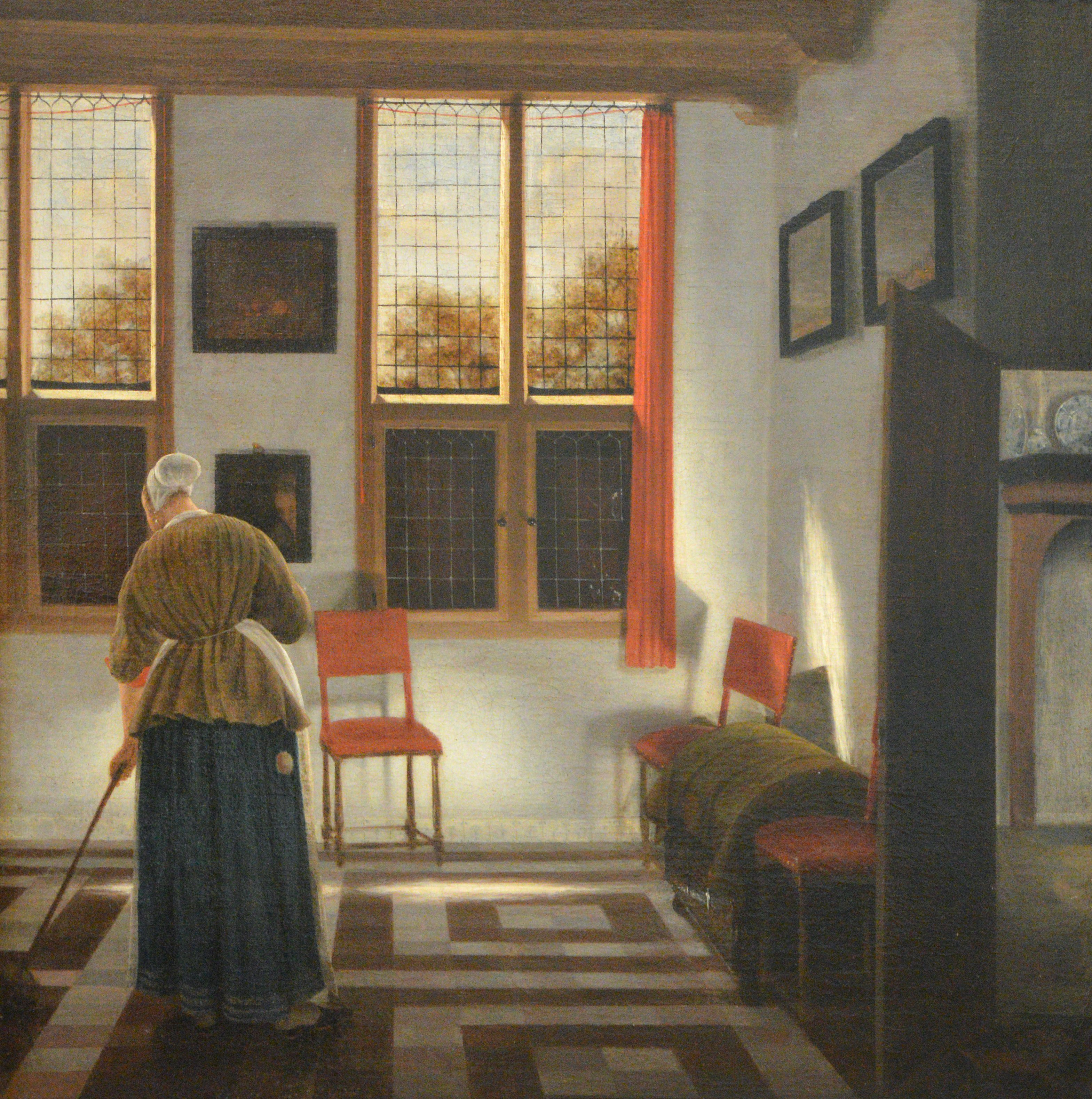
掃除婦 (c.1670) プティ・パレ
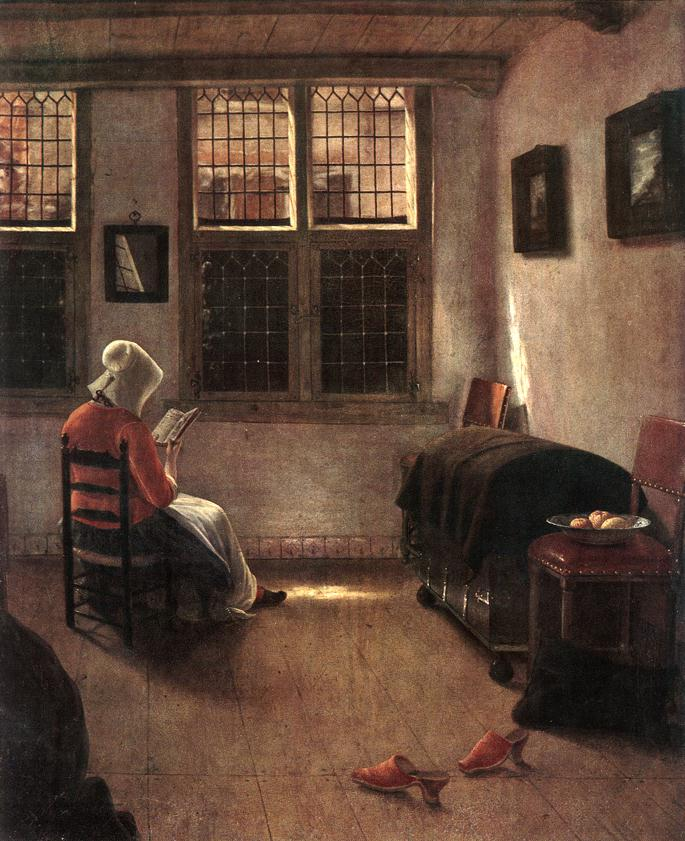
『読書する女』(1665-1670年頃) アルテ・ピナコテーク、ミュンヘン
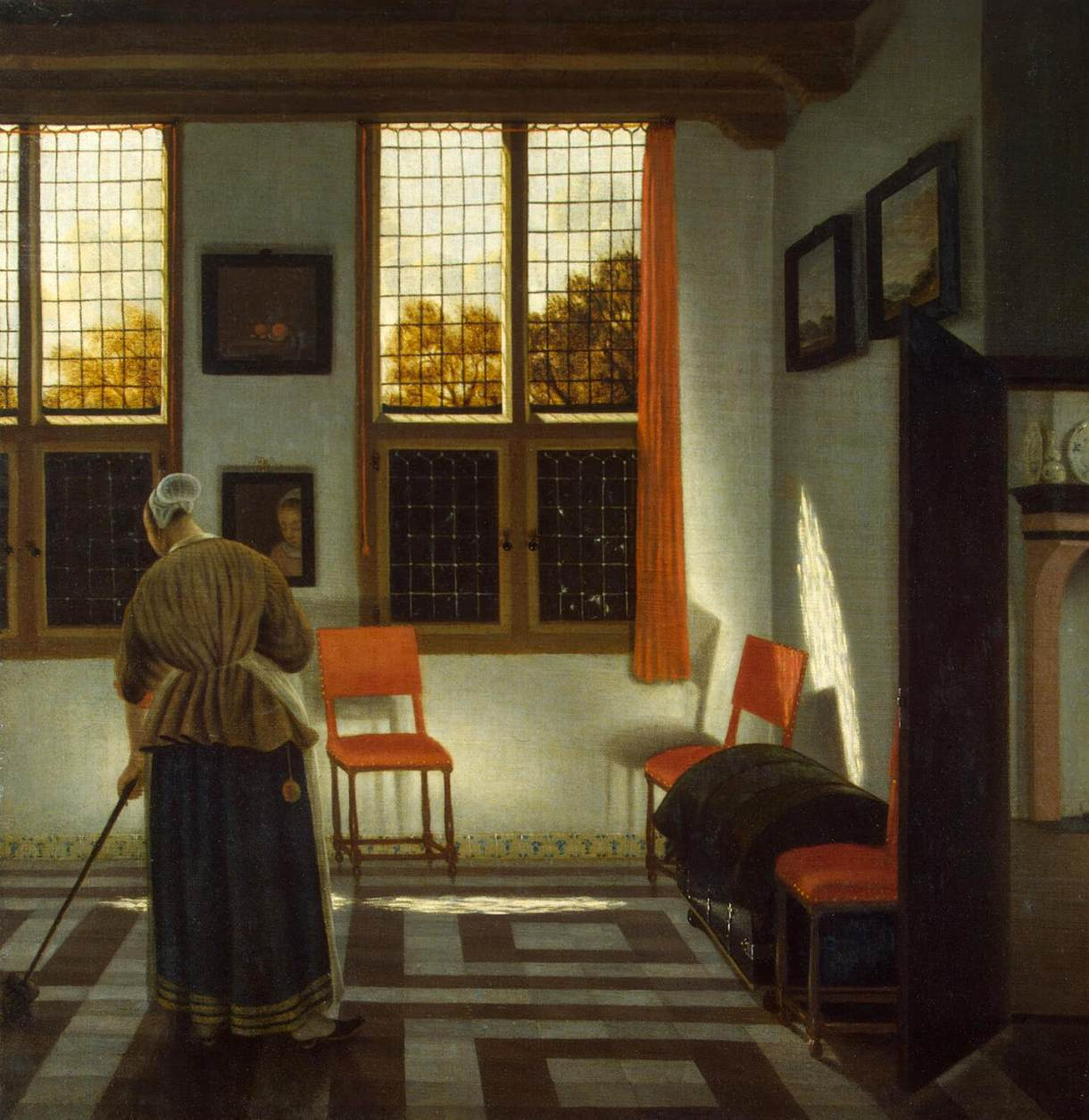
『オランダの室内』 (1660年代後半から1670年代初期) エルミタージュ美術館、サンクトペテルブルク
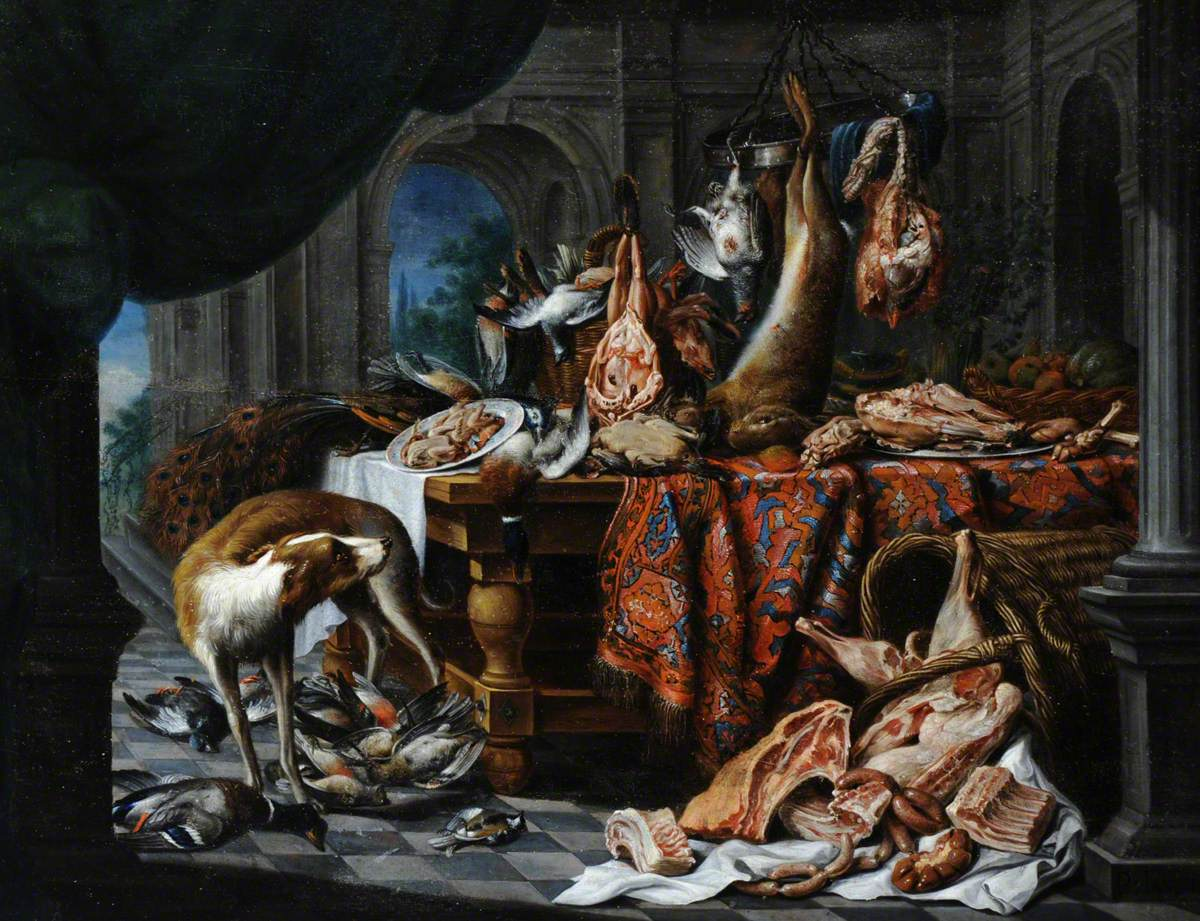
食肉などがある静物 ナショナル・トラスト
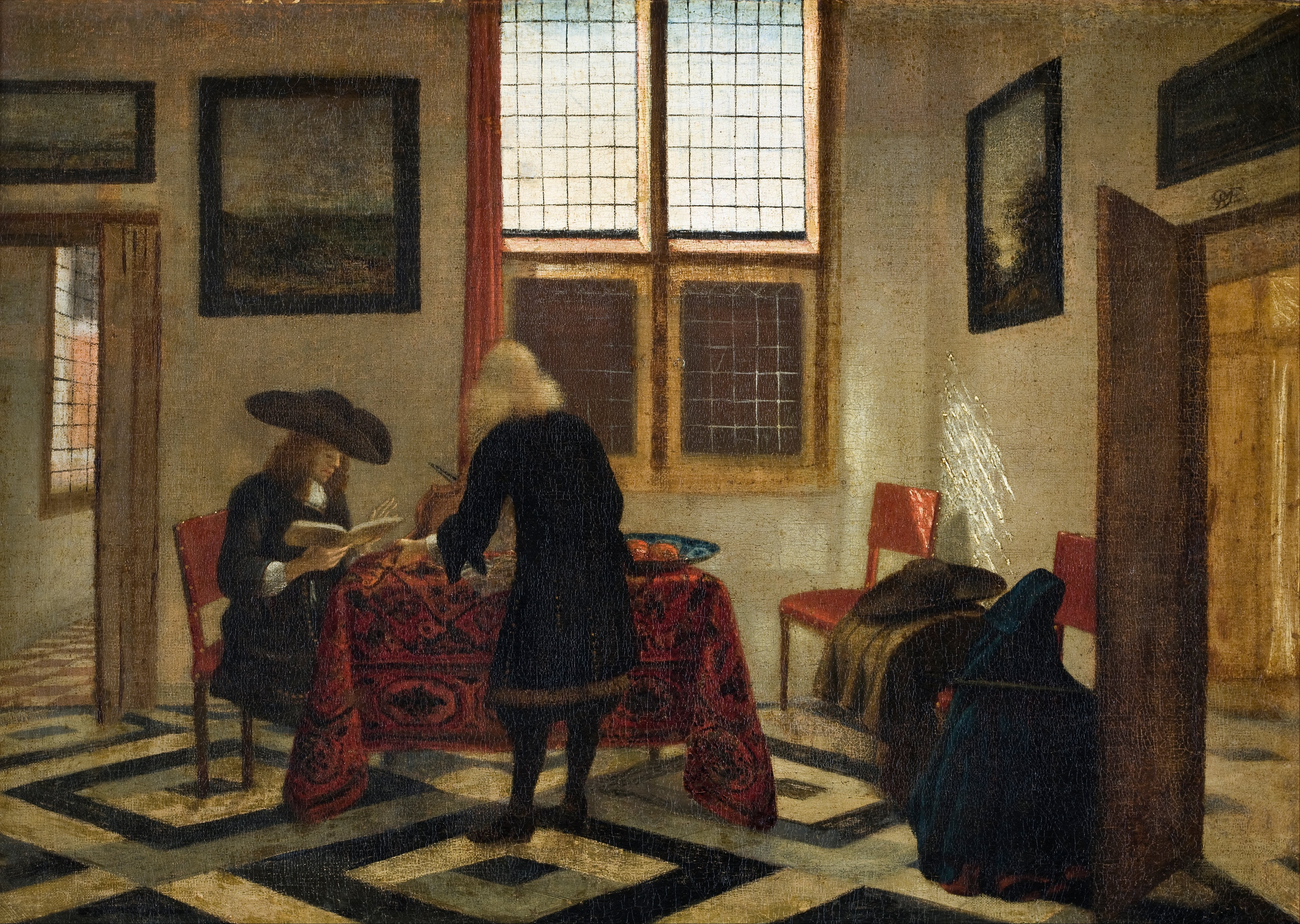
「室内」（c.1680） Hallwyl Museum
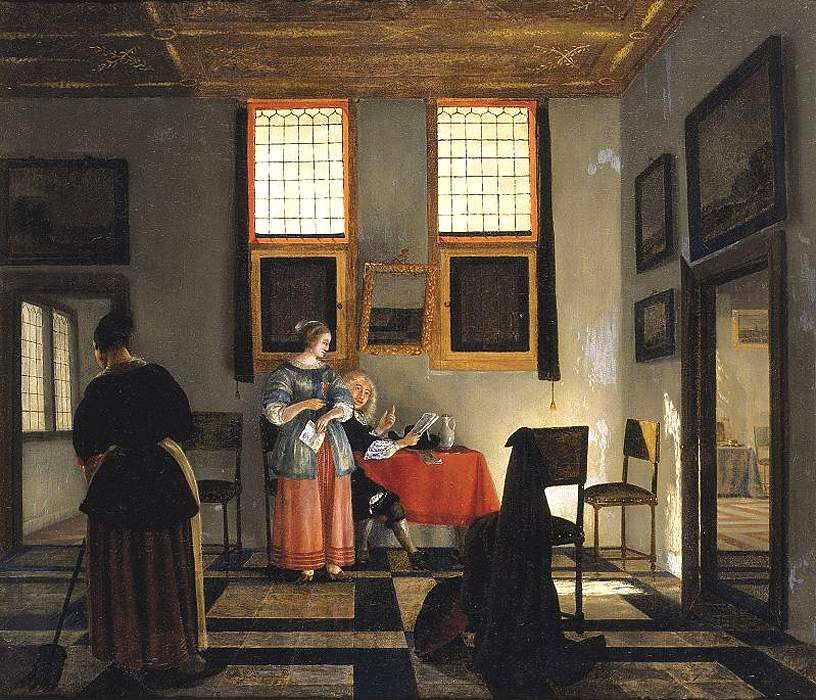
座っている人のいる室内